# Soberanía canadiense

La ubicación de Canadá

La soberanía de Canadá es un asunto cultural importante en Canadá . Varios temas definen actualmente la soberanía canadiense: la monarquía canadiense, las telecomunicaciones, la autonomía de las provincias y la frontera ártica de Canadá.
Canadá es un reino de la Commonwealth, lo que significa que el Rey Carlos III es el jefe de Estado. Sin embargo, aunque varios poderes son exclusivos del soberano, la mayoría de las funciones constitucionales y ceremoniales reales en Canadá son llevadas a cabo por el representante del Rey, el Gobernador General; como tal, el Gobernador General es a veces llamado el jefe de Estado de facto. En cada una de las provincias de Canadá, el monarca está representado por un vicegobernador. La mayor autonomía de cada provincia y territorio —el federalismo canadiense— también es importante para la soberanía canadiense. Quebec ha votado dos veces sobre la posibilidad de separarse de Canadá.
Según la Ley de Telecomunicaciones de Canadá, los operadores de telecomunicaciones deben ser de propiedad nacional. El problema más reciente que afecta a la soberanía canadiense ha sido causado por el deshielo del Ártico. A medida que el hielo del Ártico en el norte de Canadá se ha ido derritiendo, varios países se han esforzado por llegar a un acuerdo sobre a quién pertenecen determinadas zonas del Ártico, rico en petróleo.
A partir de diciembre de 2024, el presidente electo Donald Trump y sus partidarios comenzaron a expresar su apoyo a la anexión de Canadá a los Estados Unidos de América como el estado número 51. Esto siguió a meses de amenazas de aranceles sobre productos canadienses y a las renovadas exigencias de Trump para que Canadá aumentara el gasto militar y priorizara la seguridad fronteriza.

## Autonomía provincial

### Movimiento soberanista de Quebec

La provincia de Quebec en rojo.

El movimiento soberanista de Quebec (en francés: Mouvement souverainiste du Québec) es un movimiento político cuyo objetivo es conseguir la independencia (soberanía) de la provincia canadiense de Quebec.
En la práctica, «separatismo», «independencia» y «soberanía» se utilizan para describir el objetivo de que la provincia de Quebec abandone Canadá y se convierta en un país por sí mismo, con posibilidades futuras de diversas colaboraciones con Canadá. Sin embargo, soberanía es el término más empleado. 
La razón más aparente del separatismo es que Quebec tiene una mayoría francófona o predominantemente (80%) francófona (franco-canadiense o quebequense), en comparación con el resto de Canadá, que consta de ocho provincias abrumadoramente anglófonas (más del 90%) y Nuevo Brunswick, que es oficialmente bilingüe y aproximadamente un tercio francófono. En el territorio de Nunavut se habla mayoritariamente inuktitut. Los orígenes y la evolución del movimiento son en realidad bastante complejos y van más allá de las simples cuestiones lingüísticas. Algunos estudiosos pueden señalar los acontecimientos históricos como marco de la causa del apoyo actual a la soberanía en Quebec, mientras que los expertos y actores políticos más contemporáneos pueden señalar las consecuencias de acontecimientos más recientes como el Acuerdo del Lago Meech o el Acuerdo de Charlottetown. 

### Referéndum de Quebec de 1995
El referéndum de Quebec de 1995 fue el segundo referéndum en el que se preguntó a los votantes de la provincia canadiense de Quebec si ésta debía separarse de Canadá y convertirse en un estado independiente, mediante la pregunta: 
- ¿Está usted de acuerdo en que Québec sea soberano tras haber hecho una oferta formal a Canadá para una nueva asociación económica y política en el marco del proyecto de ley sobre el futuro de Québec y del acuerdo firmado el 12 de junio de 1995?

El referéndum de 1995 se diferenció del primer referéndum sobre la soberanía de Quebec en que la pregunta de 1980 proponía negociar la «soberanía-asociación» con el gobierno canadiense, mientras que la pregunta de 1995 proponía la «soberanía», junto con una oferta opcional de asociación al resto de Canadá. El referéndum tuvo lugar en Quebec el 30 de octubre de 1995, y la moción para decidir si Quebec debía separarse de Canadá fue derrotada por un margen muy estrecho del 50.58% de «No» frente al 49,42% de «Sí». 

## Frontera del Ártico
Según el derecho internacional, ningún país posee actualmente el Polo Norte o la región del Océano Ártico que lo rodea. Los cinco estados árticos circundantes, Rusia, Estados Unidos (a través de Alaska), Canadá, Noruega y Dinamarca (a través de Groenlandia), tienen limitada una zona económica de 200 millas náuticas (370 km; 230 mi) alrededor de sus costas.
Tras la ratificación de la Convención de las Naciones Unidas sobre el Derecho del Mar, un país dispone de un plazo de diez años para presentar reclamaciones para ampliar su zona de 200 millas náuticas. Por ello, Noruega (ratificó el convenio en 1996), Rusia (ratificó en 1997), Canadá (ratificó en 2003) y Dinamarca (ratificó en 2004) lanzaron proyectos para fundamentar las reclamaciones de que ciertos sectores del Ártico deberían pertenecer a sus territorios. Estados Unidos ha firmado este tratado, pero aún no lo ha ratificado. 
El estatus de la región marítima del Ártico está en disputa. Mientras que Canadá, Dinamarca, Rusia y Noruega consideran partes de los mares árticos como «aguas nacionales» o «aguas interiores», Estados Unidos y la mayoría de los países de la Unión Europea consideran oficialmente toda la región como aguas internacionales.